# Tōhoku Rakuten Golden Eagles

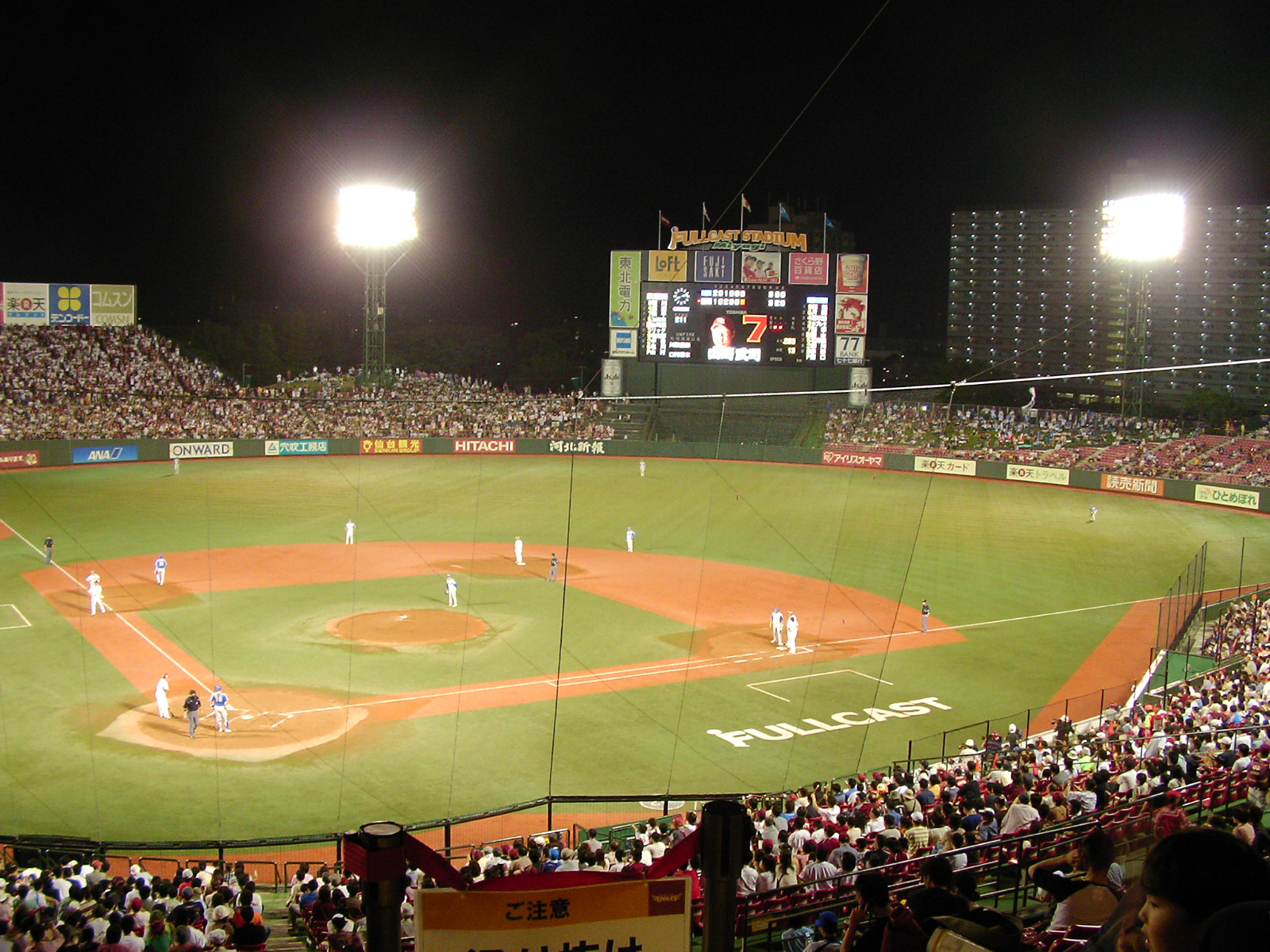
Sendai Miyagi Stadium (Kleenex Stadium Miyagi)

Die Tōhoku Rakuten Golden Eagles (jap. 東北楽天ゴールデンイーグルス, Tōhōku rakuten gōruden iigurusu) sind eine japanische Baseball-Profimannschaft. Sie spielen in der Pacific League. Heimat der Eagles ist Sendai, ihre Heimspiele tragen sie im Sendai Miyagi Stadium aus. Der Verein wurde 2004/5 gegründet und gehört seitdem dem Internethändler Rakuten.

## Geschichte

Platzierung der Eagles in der Pacific League seit der Gründung der Liga.

## Berühmte Spieler und Manager
- Takeshi Yamasaki
- Hisashi Iwakuma
- Masahiro Tanaka
- Manabu Mima